# Repórter cinematográfico
Repórter cinematográfico é o profissional responsável pela captação, fotografia, audio e linguagem das imagens das reportagens do telejornalismo e/ou programas de produção. Dessa forma, é uma função exercida, exclusivamente, por jornalistas.
O profissional dedicado à profissão geralmente trabalha em equipe com um repórter e, eventualmente, um auxiliar.